# Extensométrie
 (août 2019).
Si vous disposez d'ouvrages ou d'articles de référence ou si vous connaissez des sites web de qualité traitant du thème abordé ici, merci de compléter l'article en donnant les références utiles à sa vérifiabilité et en les liant à la section « Notes et références ».

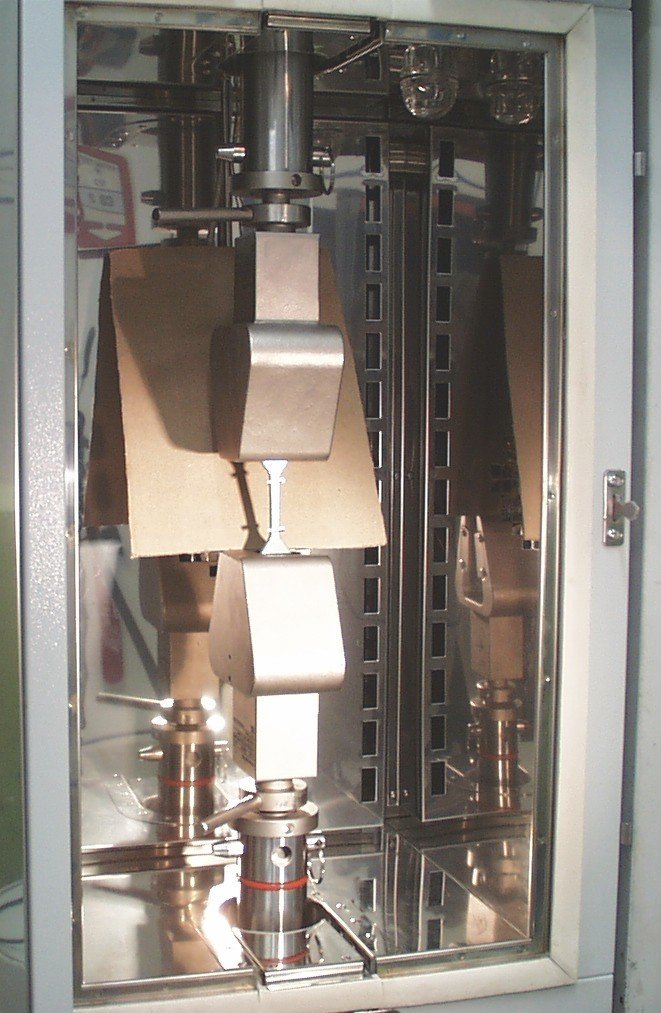
Test de traction sur une éprouvette haltère placée dans une chambre d'essais : l'allongement de l'éprouvette est mesuré avec un extensomètre sans contact.

L’extensométrie recouvre les techniques de mesure des déformations.

## Généralités
L'extensométrie est un outil essentiel de la mécanique des matériaux et notamment de la partie expérimentale de la mécanique des milieux continus. 
L'extensométrie est par exemple utilisée lors d'essais mécaniques, comme les essais de traction (mesure de l'allongement à la rupture A%, du module d'élasticité…) ou de compression.
Quand une pièce (ressort, peson) se déforme élastiquement, il existe une relation définie, biunivoque, entre déformation et contrainte : dans une certaine plage de chargement, l'extensométrie peut donc permettre de mesurer des contraintes. Les bascules industrielles sont massivement fondées sur ce principe.
L'extensométrie est enfin très utilisée pour la surveillance active des ouvrages d'art tels les ponts, les barrages ou les grands immeubles car elle permet d'anticiper leur vieillissement et donc de planifier les opérations de maintenance indispensables à la sécurité.

## Notion de déformation
La déformation, objet de l'extensométrie, est une grandeur locale, intensive. La notion de déformation est géométrique. Intuitivement, elle renvoie à deux types de modification de la géométrie d'une figure :
- l'allongement ou le rétrécissement, qui s'accompagnent d'une variation de la longueur d'une ligne, de la surface d'une figure, ou du volume d'un solide. Cette composante de la déformation est appelée extension ou « dilatation[4] », selon que l'on considère une ligne ou un solide ;
- le changement de forme sans dilatation d'ensemble : cette composante est appelée « distorsion[4] » ou « glissement[5]. »

D'un point de vue macroscopique, on définit la « déformation conventionnelle » ou extension,  notée e, par :
{\displaystyle e={\frac {\Delta l}{l_{0}}}}
où :
- {\displaystyle l_{0}} est la longueur initiale de la pièce, ou ici de la jauge. Cette longueur est appelée « base de mesure » ;
- {\displaystyle \Delta l} est la variation de la longueur sous charge, {\displaystyle \Delta l=(l-l_{0}}).

C'est donc l'allongement relatif selon une direction déterminée.

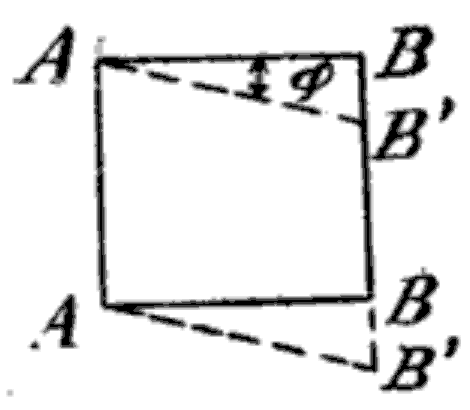
Définition de l'angle de distorsion.

La distorsion est une variation d'angle (souvent de l'ordre de quelques secondes d'arc) : elle est définie par 
{\displaystyle \qquad \tan \varphi ={\frac {BB'}{AB}}={\frac {\Delta y}{l_{0}}}\approx \varphi }
Pour les matériaux de construction, la déformation est généralement de l'ordre de quelques « pour mille » : par exemple, le béton s'écrase en compression à une déformation de 2,5 ‰. La plupart des aciers perdent leur élasticité avant d'atteindre un allongement de 1% en traction. Les déformations supérieures à ce seuil (env. 1%) sont dites « grandes déformations » : il n'est en effet plus possible au-delà, de négliger la variation de la base de mesure {\displaystyle l_{0}} elle-même. 
Pour les grandes déformations, on utilise la déformation vraie (ou rationnelle), notée ε :
{\displaystyle \varepsilon =\ln \left({\frac {l}{l_{0}}}\right)}.
Pour les faibles valeurs, on a e ≈ ε. De fait, on note en général toujours la déformation ε même lorsqu'il s'agit de la déformation conventionnelle.

## Techniques

Une rosette de jauges de déformation, et l'exploitation de l'enregistrement obtenu (la distorsion est notée γ).

Il existe de nombreuses techniques d'extensométrie. Il faut distinguer les mesures de l'allongement dans une direction, des mesures de déformation dans toutes les directions d'une surface. Les techniques de mesure se divisent elles-mêmes entre mesure avec contact, et mesures « sans contact. »

### Mesures de raccourcissement et d'allongement
Ces mesures se font généralement par contact direct avec le matériau :
- à l'aide d'un comparateur,
- au moyen d'une corde vibrante,
- au moyen d'une jauge de déformation unidirectionnelle. Ces jauges existent dans différentes technologies : jauges électriques, cordes optiques (voir Interférométrie laser), etc.

Ces deux dernières techniques requièrent presque systématiquement une compensation thermique de la mesure de déplacement brute.
Il est naturellement possible de suivre l'écartement de deux points attachés à la surface d'une éprouvette ou d'un matériau par méthodes optiques ou ultrasonores. La plupart des machines d'essai de laboratoire incorporent depuis une vingtaine d'années des extensomètres optiques ou vidéo, qui reposent sur l'utilisation d'algorithme de photogrammétrie.

### Mesure du champ de déformation plan local

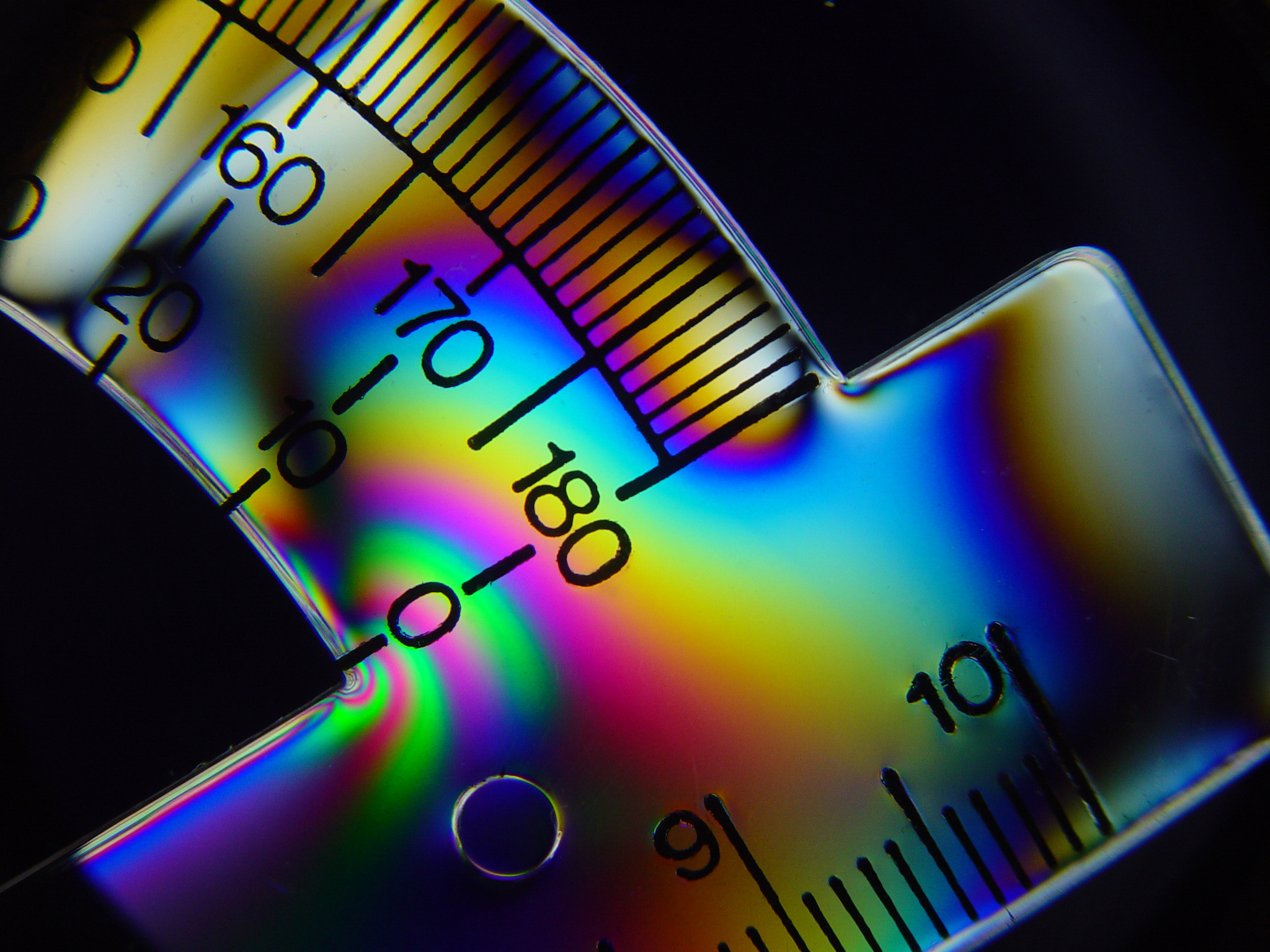
Photoélasticimétrie : figure d'interférences dans un rapporteur en plexiglas éclairé en lumière polarisée.

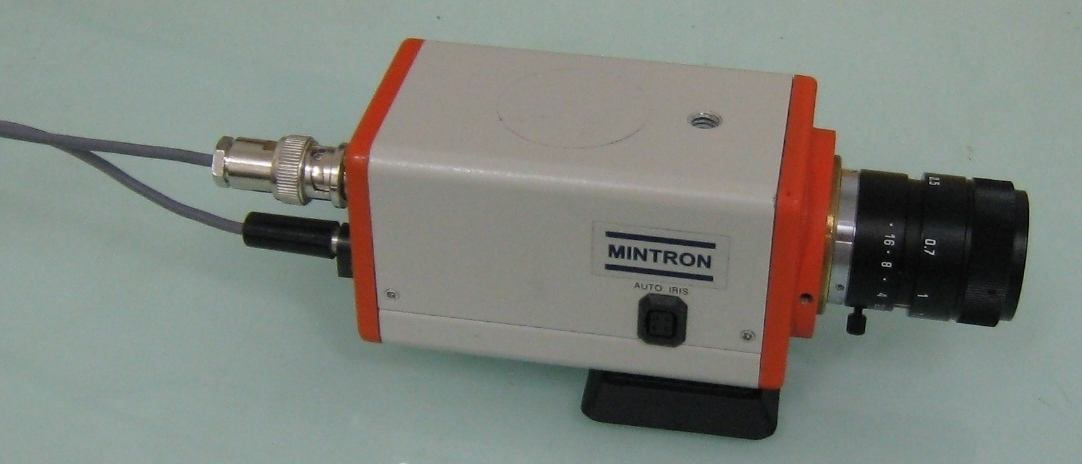
Caméra à capteur CCD faisant partie d'un extensomètre de type optique (sans contact) couplé à un dynamomètre d'une machine d'essais en traction.

Sur un ouvrage d'art, un bâtiment ou dans des pièces mécaniques de forme élaborée, on ne peut pas préjuger, en général, de la direction où les déformations (extensions, raccourcissements, distorsions) vont être les plus intenses. Il faut donc mettre en place un dispositif de mesure donnant les déformations dans les deux directions d'espace du parement à étudier. On dispose pour cela des méthodes suivantes ; parmi les méthodes par contact :
- méthode du vernis craquelant : cette technique consiste à enduire le parement ou la pièce à étudier d'un vernis ou résine (genre Stresscoat de Magnaflux), se fissurant à une déformation déterminée (typiquement 1 µdef). On place quelques taches de vernis suivant une grille ; les alignements de gouttelettes fissurées donnent, dans les cas favorables, une idée des directions de déformation principales.
- rosettes de jauges de micro-déformations

Pour les méthodes sans contact :
- méthode de moiré ;
- la photoélasticimétrie ;
- photogrammétrie par corrélation d'images. Dans cette technique, l'ingénieur cherche à suivre le mouvement simultané des points, structurés ou non sur une grille.

Ces techniques reposent sur des calculs de post-traitement intégrés à un logiciel.